# Casasola (Cantabria)
Casasola es una localidad del municipio de Ruiloba (Cantabria, España). En el año 2008 contaba con una población de 52 habitantes (INE), de los que 32 estaban en el núcleo de población y 20 en poblamiento diseminado. La localidad se encuentra a 40 metros de altitud sobre el nivel del mar, y a 2,4 kilómetros de la capital municipal, La Iglesia.

## Patrimonio
En su término se encuentra la cueva de El Portillo (o Portillo I), en la que se encontró un yacimiento de concheros neolíticos situado en el vestíbulo; en el interior de la cueva hay materiales del Musteriense y del Paleolítico Superior. Se descubrió en el año 1979. 
El pueblo es uno de los del municipio en que puede verse arquitectura civil tradicional, con hileras de viviendas con fachadas de sillería y mampostería y balcones de madera pintados que recorren la fachada entre los dos hastiales, como es típico de las Asturias de Santillana.
- Datos: Q5755872